# メイヌース大学
メイヌース大学（メイヌースだいがく、英語: Maynooth University、公用語表記: Ollscoil Mhá Nuad）は、キルデア県メイヌースに本部を置くアイルランドの国立大学。1992年創立、1795年大学設置。
アイルランド国立大学を構成する大学であるため、アイルランド国立大学メイヌース校とも称される。大学の略称はMU、またはNUIM。

## 概要

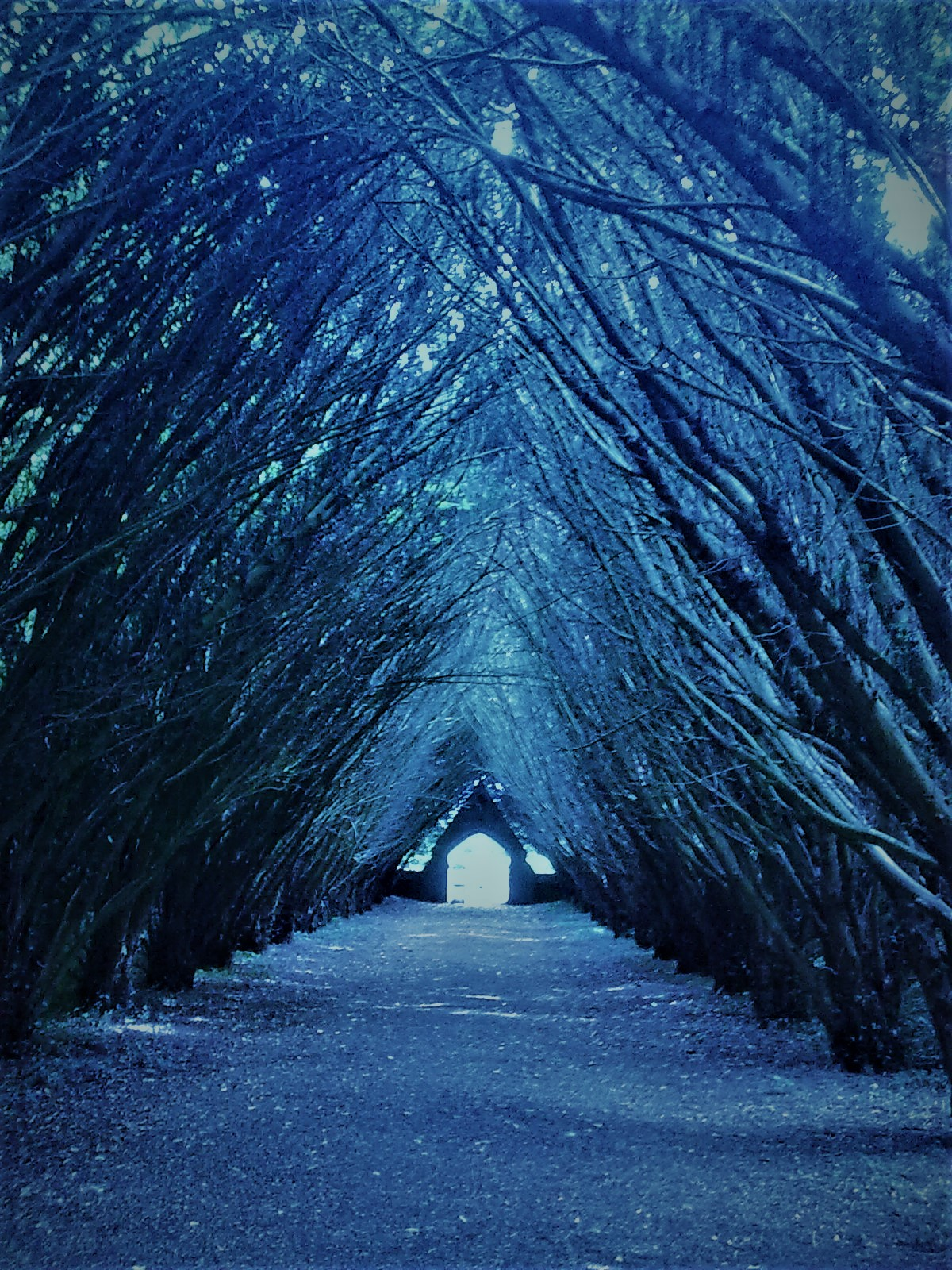
南キャンパスにある墓地への道

### 大学全体
メイヌース大学は、1795年に設立された現在は別個になっているセント・パトリック・カレッジ（St Patrick's College, Maynooth）から1997年の大学法により設立されたため、2019年にダブリン工科大学が設立されるまでは、アイルランドで最も新しい大学だった。メイヌースはまた、アイルランドで唯一の大学都市であり、他のすべての大学は都市内に拠点を置いている。主に2つのキャンパスで構成されている。南キャンパスには19世紀に建てられた建築物があり、セント・パトリック・カレッジと共有されている。北キャンパスは近代的であり、約100エーカー（0.40km2）の敷地を占めている。13,000人以上の学生が在籍し、20カ国以上から集まった900人以上の教職員が在籍している。ヨーロッパ大学協会、アイルランド大学、アイルランド大学協会、ヨーロッパ国際教育協会、ユーロドックの加盟大学である。

### 大学評価
大学評価の世界的指標の一つである、クアクアレリ・シモンズによる「QS世界大学ランキング 2021」（2020年）では世界第701～750位台等、国内第7位である。過去最高は、2010年の世界第401～450位台等。
また、タイムズ・ハイアー・エデュケーションの『THE世界大学ランキング 2021』（2020年）では、世界第 401～500位台等、国内第6位である。

### 入学試験
中央出願局（CAO）は、メイヌース大学に代わり、アイルランド、イギリス、欧州連合および欧州自由貿易連合の学士課程の出願を担当している。学士課程への入学の決定は、CAOが合格受験者に通知を出すようメイヌース大学が指示している。大学への入学は専ら学力に基づいている。最低限の入学要件があり、個々の学部・コースにはさらに入学要件がある。医学系など一部の学部・コースは別の試験を受ける必要もある。
CAOは、アイルランドの国家統一高校卒業試験のリービング・サーティフィケートの結果に応じて合否を決める。イギリスの一般教育修了上級レベル、フランスのバカロレアなどの欧州連合および欧州自由貿易連合の試験や国際バカロレアなどでも出願はできる。
欧州の国民または居住者ではない出願者には、異なる出願手順が適用される。
大学院への入学は、メイヌース大学が直接担当する。

## 沿革

### 18世紀から19世紀
メイヌース大学とセント・パトリック・カレッジは、1795年から1997年までの共通の歴史を持っている。1795年にアイルランド政府によってカトリック信徒と聖職者のためのカレッジとして設立された。1802年からは、南キャンパスのリバーズタウン・ハウスを拠点にしていた。クロンガウス・ウッドの開校に伴い、1817年に信徒評議員を置いていたカレッジは閉鎖され、約150年間カトリックの神学校として機能していた。1876年には、私立のアイルランド・カトリック大学の構成カレッジとなり、後に王立アイルランド大学のリベラル・アーツと科学の学位を提供するようになった。1896年には教皇庁からの勅許が与えられた。

### 20世紀から21世紀
セント・パトリック・カレッジは1910年にアイルランド国立大学の公認カレッジとなった。この時点から、リベラル・アーツと科学の学位はアイルランド国立大学によって授与されるようになった。
1966年、カレッジは再び一般学生の入学を許可し、カレッジを大幅に拡大し、アイルランド国立大学メイヌース校（のちのメイヌース大学）の礎を築いた。1997年の大学法により、芸術、ケルト学、哲学、科学の各学部は、セント・パトリック・カレッジの認可を受けたカレッジから新大学に移管された。宗教関係の学部は引き継がれなかった。また、1997年の設立以来、金融と工学の分野にも拡大してきた。
セント・パトリック・カレッジの学生で、大学設立前にアイルランド国立大学の学位を授与された者は、法的にはメイヌース大学の卒業生とみなされる。
2014年8月28日に「アイルランド国立大学メイヌース校」から「メイヌース大学」に改称された。公式な文書では、旧称が使われる。

## キャンパス

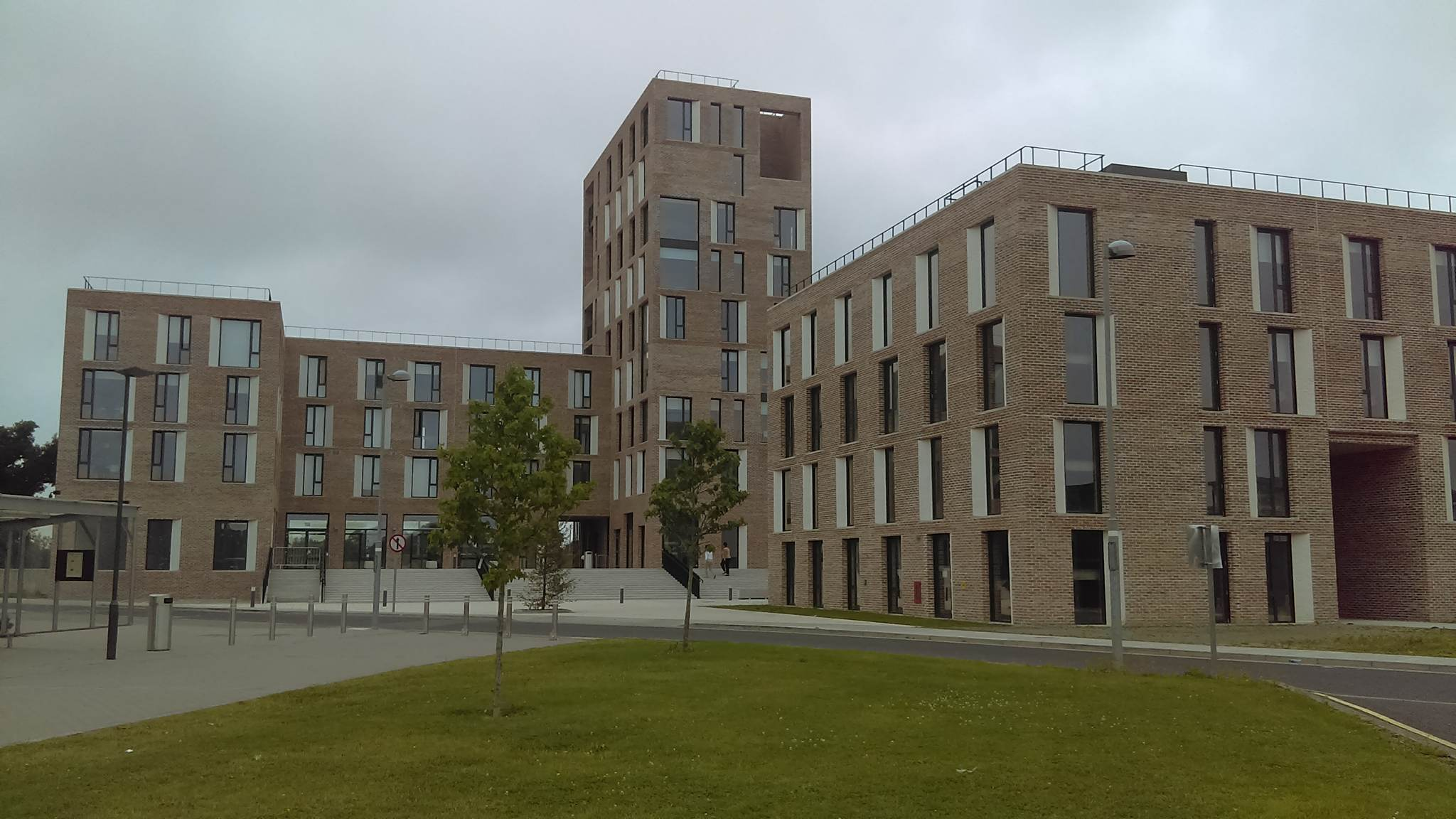
コートヤード学生寮

大学のキャンパス（キルケニーには遠隔地キャンパスもある）は、メイヌースからキルコック通りにまたがっている。北キャンパスと南キャンパスに分かれている（学内ではそれぞれ「新キャンパス」と「旧キャンパス」と呼ばれている）。両キャンパスは2011年半ばまで、道路を渡る歩道橋で結ばれていた。その後、南キャンパスの図書館増築工事のため歩道橋は撤去され、横断歩道で結ばれている。キャンパス内には、ライ、ビレッジ、リバー、コートヤードの4つの学生寮がある。アイルランド国鉄のメイヌース駅（ダブリン通勤列車西部線、インターシティ停車駅）から徒歩15分の位置にある。

### 南キャンパス

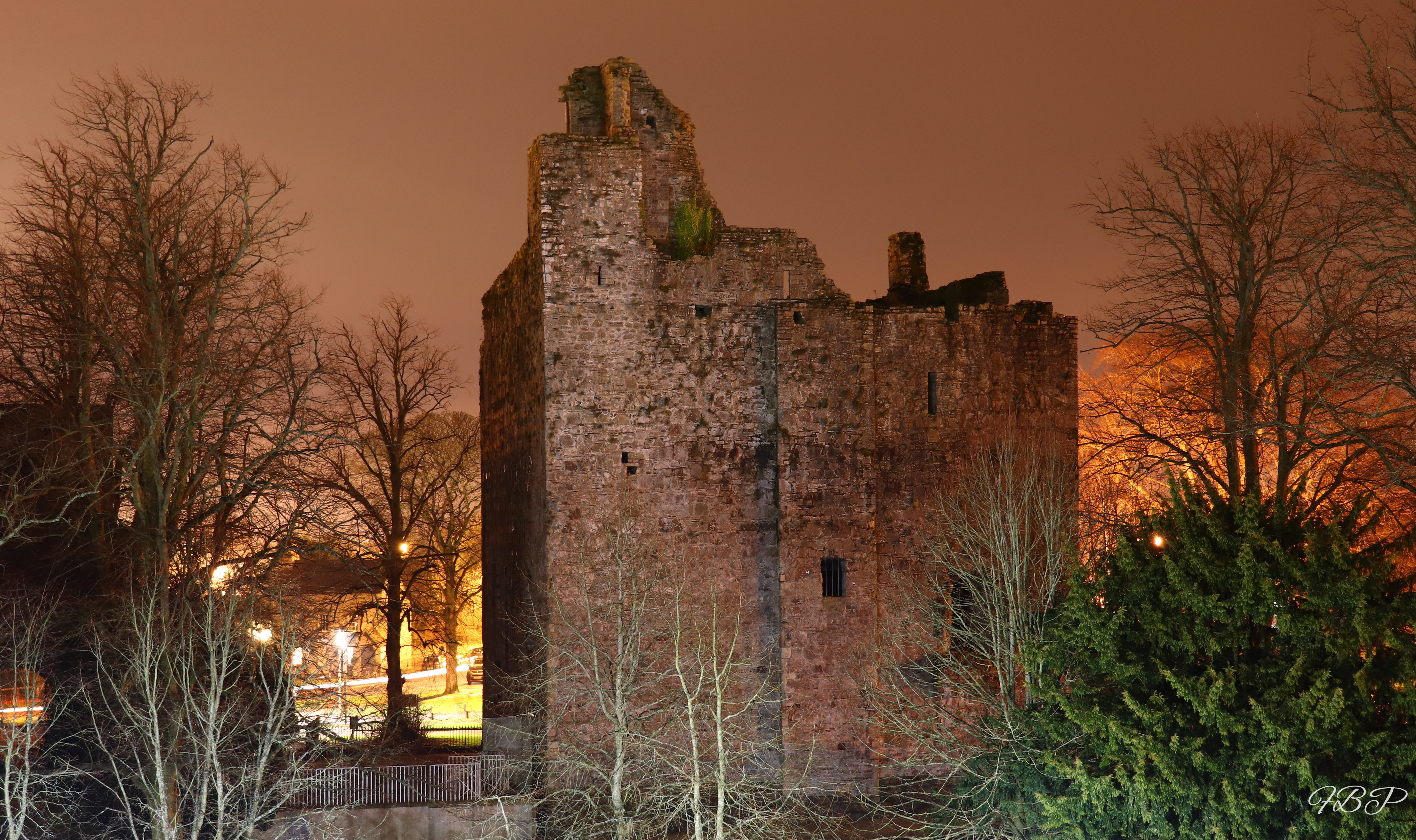
メイヌース城

南キャンパスにはセント・パトリック・カレッジの施設があり、カレッジと大学の間で共有されているほとんどの事務室がある。また、法律、数学、音楽、地理、経済、歴史などの学部が南キャンパスに事務室を構えている。主な建物は、19世紀に建てられたアウラ・マキシマ、セント・パトリック・ハウス（礼拝堂を含む）、ヨハネ・パウロ2世図書館（1984年建設）などがある。2012年12月にヨハネ・パウロ2世図書館の増築工事が完了した。増築部分の広さは6,000m2である。南キャンパスに完成した最初の建物は、設計者のジョン・ストイトにちなんで名付けられた。ストイト・ハウスは、メイヌース城付近に建っている。
メイヌース大学の敷地は、増加する新入生に対応するために15年の歳月をかけ急速に建設され、現在のセント・ジョセフ広場に隣接する建物（ストイト・ハウスの裏手）は1824年までに完成した。礼拝堂は、セント・ジョセフ広場からすぐの南キャンパスにあり、ミサや聖歌隊の礼拝が頻繁に行われ、伝統的なクリスマス・キャロルの礼拝も行われている。南キャンパスには、国立科学博物館とラッセル図書館もある。

### 北キャンパス

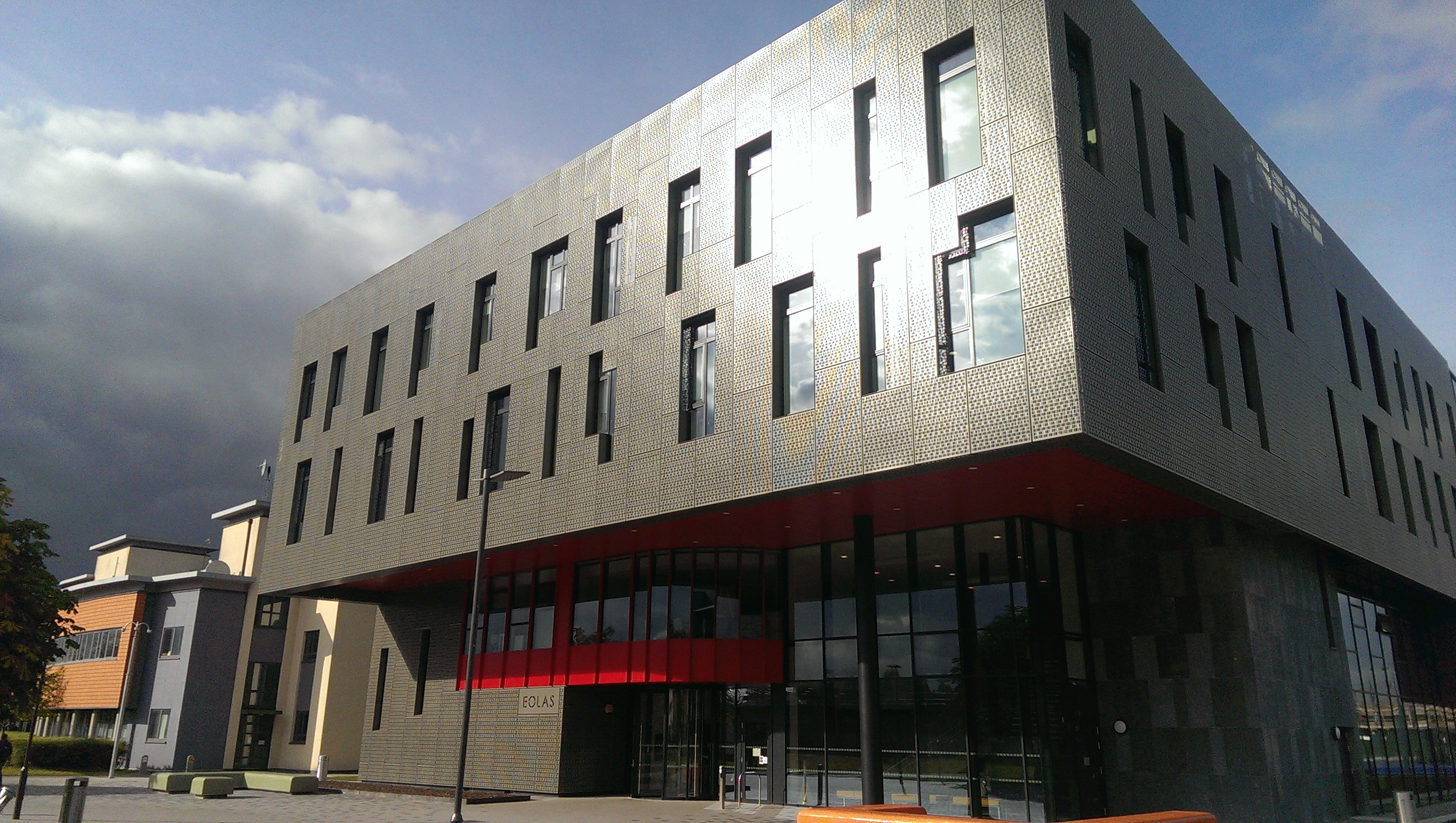
イオラス棟

北キャンパスは、南キャンパスよりも最近、20世紀後半に開発された。主な建物として、学生組合棟、スポーツ複合館、生物科学・工学棟、カラン・サイエンス棟（誘導コイルの発明者ニコラス・カランにちなんで命名）、イオンタス棟、アーツ棟、理学棟、ジョン・ヒューム棟がある。イオラス棟には、コンピュータ科学学科、ビジネス・インキュベーション・センター、イノベーション・バリュー研究所、ハミルトン研究所、カラン研究所がある。

### キルケニーキャンパス
1997年9月から2018年6月までキルケニーにもキャンパスがあり、セント・キエランズ・カレッジを拠点に、サーティフィケート、ディプロマ、学士課程に在籍する学生が在籍していた。

## 組織構成
芸術・ケルト学・哲学、理工学、社会科学の3つの学部・研究科に分かれており、ほとんどの学生がこれらの学部・研究科に所属している（一部の分野を横断したコースも存在する）。
2016年現在、大学院の学生は1,800人であり、中にはキャンパス内にある様々な研究機関とのつながりもある。

### 学部
メイヌース大学は文系・理系学部が揃っている総合大学である（専攻を除く）。国際工学カレッジは、中華人民共和国の福州大学との共同国際提携の学科である。
- 芸術・ケルト学・哲学部
  - 古典学科
  - 英語学科
  - 史学科
  - メディア学科
  - 音楽学科
  - 哲学科
  - ケルト学スクール
  - 現代言語・文学・文化スクール
- 社会科学部
  - 人類学科
  - 応用社会学科
  - デザインイノベーション学科
  - 経済・財務・会計学科
  - 教育学科
  - 初等・幼児教育学科
  - 地理学科
  - 国際開発学科
  - 法学科
  - ビジネススクール
  - 社会学科
- 理工学部
  - 生物学科
  - 化学科
  - コンピュータ科学科
  - 電子工学科
  - 実験物理学科
  - 数学・統計学科
  - 国際工学カレッジ（福州大学共同）
  - 心理学科
  - 理論物理学科

#### 入学試験
中央出願局（CAO）は、メイヌース大学に代わり、アイルランド、イギリス、欧州連合および欧州自由貿易連合の学士課程の出願を担当している。学士課程への入学の決定は、CAOが合格受験者に通知を出すようメイヌース大学が指示している。最低限の入学要件があり、英語またはアイルランド語の合格最低点と数学の合格最低点が必要である。また、ヨーロッパ大陸の外国語（フランス語、ドイツ語、スペイン語、イタリア語）での合格最低点が必要な場合もあり、数学の高レベル試験で40％を超えると総合点数に25点加算される。
また、個々の学部・コースにはさらに入学要件がある。たとえば、理系学部は通常、1つ以上の科学科目で特定の点数以上が必要となる。アイルランドの国家卒業統一試験のリービング・サーティフィケートの科目試験には高レベル（Higher Level）、普通レベル（Ordinary Level）があり、入学条件にレベルを指定する場合もある。また、試験の総合点数で学部・コースに必要な総合点数を達成する必要もある。総合点数は、通常リービング・サーティフィケートでは625点満点である。例えば、2019年の理工学部電子工学科は、合格最低総合点数は371点が必要な上、数学（高レベル）の最低得点が60％以上が必要である。
合否は、CAOによって毎年8月中旬に発表される。アイルランドのリービング・サーティフィケートのみならず、イギリスの一般教育修了上級レベル、フランスのバカロレアなどの欧州連合の試験や国際バカロレアなどでも出願はできる。欧州連合の国民または居住者ではない出願者には、異なる出願手順が適用される。
日本を含む欧州外の場合、国際バカロレア、一般教育修了上級レベル、大学進学適性試験のいずれかの受験者で最低入学条件を満たすならば、直接入学できる。ただし、入学を保証するものではなく、優れた試験結果を保有している受験者を順に定員を埋める。
以上の試験を受験していない者は、1年間のファウンデーション・プログラムを設けており、メイヌース大学への入学の準備がなされる。ファウンデーション・プログラムに入学するには、STEMで最低限IELTSで5.5以上、または同等の英語試験が条件である。それ以外の学部では、最低限IELTSで6.0以上、または、同等の英語試験が条件である。

### 研究科
以下がメイヌース大学の研究科一覧である（専攻を除く）。
- 芸術・ケルト学・哲学研究科
  - 古典学研究系
  - 中国語研究系
  - 初期アイルランド語研究系
  - 英語学研究系
  - フランス語研究系
  - ドイツ語研究系
  - スペイン語研究系
  - 史学研究系
  - メディア学研究系
  - 音楽研究系
  - 哲学研究系
  - ケルト学研究系
  - 現代言語・文学・文化研究系
- 社会科学研究科
  - アダルト・コミュニティ教育
  - 人類学研究系
  - 応用社会学研究系
  - デザインイノベーション学研究系
  - 経済・財務・会計研究系
  - 教育学研究系
  - 初等・幼児教育学科
  - 地理学研究系
  - 国際開発研究系
  - 法学研究系
  - ビジネス研究系
  - 社会学研究系
- 理工学系研究科
  - 生物学研究系
  - 化学研究系
  - コンピュータ科学研究系
  - 電子工学研究系
  - 実験物理学研究系
  - 数学・統計研究系
  - 地理計算研究系
  - 心理学研究系
  - 理論物理学研究系

#### 入学試験
メイヌース大学大学院への入学は、メイヌース大学が直接担当する。欧州外の場合、IELTSで6.5以上（経営学は読解・筆記で6.0）、または同等の英語試験が条件である。グローバル医療・免疫学の修士課程に関しては、IELTSで7.0以上（筆記7.0およびその他6.5）、または同等の英語試験が条件である。

### 附属機関
以下の研究機関はメイヌース大学の支援を受けている。
- アイルランド気候解析研究ユニット（ICARUS）- 気候変動とその影響に関する科学的理解を深める研究所[28]
- 免疫学研究所[29]
- ハミルトン研究所[30]
- 国立地域・空間分析研究所（NIRSA） - メイヌース大学を拠点とするNIRSAは、メアリー・イマキュレート・カレッジ、スライゴ技術学院、クイーンズ大学ベルファストが参加する共同研究所[31]
- カラン研究所 - 電子・ソフトウェアシステムやワイヤレス通信の研究所
- 国立地理計算センター - 地理計算分野の国際的な研究センター
- An Foras Feasa - アイルランド歴史文化伝統研究所[32]
- イノベーション・バリュー・インスティテュート（IVI）- メイヌース大学とインテルが設立した共同研究機関[33]

メイヌース大学は、ダブリン大学トリニティ・カレッジを拠点とするCTVR通信研究センターの研究に携わっている。

## 学生生活
メイヌース大学の学生組合は、メイヌース大学、セント・パトリック・カレッジ、セント・キエランズ・カレッジの学生を代表している。

### サークル・スポーツクラブ
現在、メイヌース大学には100以上のクラブやサークルがある。キャンパス内のクラブには、ラグビー、ゲーリックフットボール、ハーリング＆カモジー、柔道、フリスビー、オージールール、バドミントン、水泳、キックボクシング、テニス、アーチェリー、トランポリン、サーフィン、カヌー、カヤック、ゴルフ、スキー、パルクール＆フリーランニング、ホッケー、フィットネス、アクアティクス、ハンドボール、スヌーカー＆プール、サッカー、ローイング、護身術、馬術などがある。ほとんどの大学のクラブでは、インターバル大会に参加している。また、メイヌース大学は、ダブリンシティ大学とのインターバーシティ・スポーツ大会にも毎年参加している。

## 文化および伝統

### 35s
メイヌース大学では、各クラブの対人戦に加えて、ダブリンシティ大学（DCU）との対人戦「35s」が毎年開催されており、両大学が一丸となって競い合っている。各クラブはDCUと対戦し、すべてのスポーツで35点満点中、最も多くの得点を獲得した大学が優勝となる。

### クリスマス・キャロル

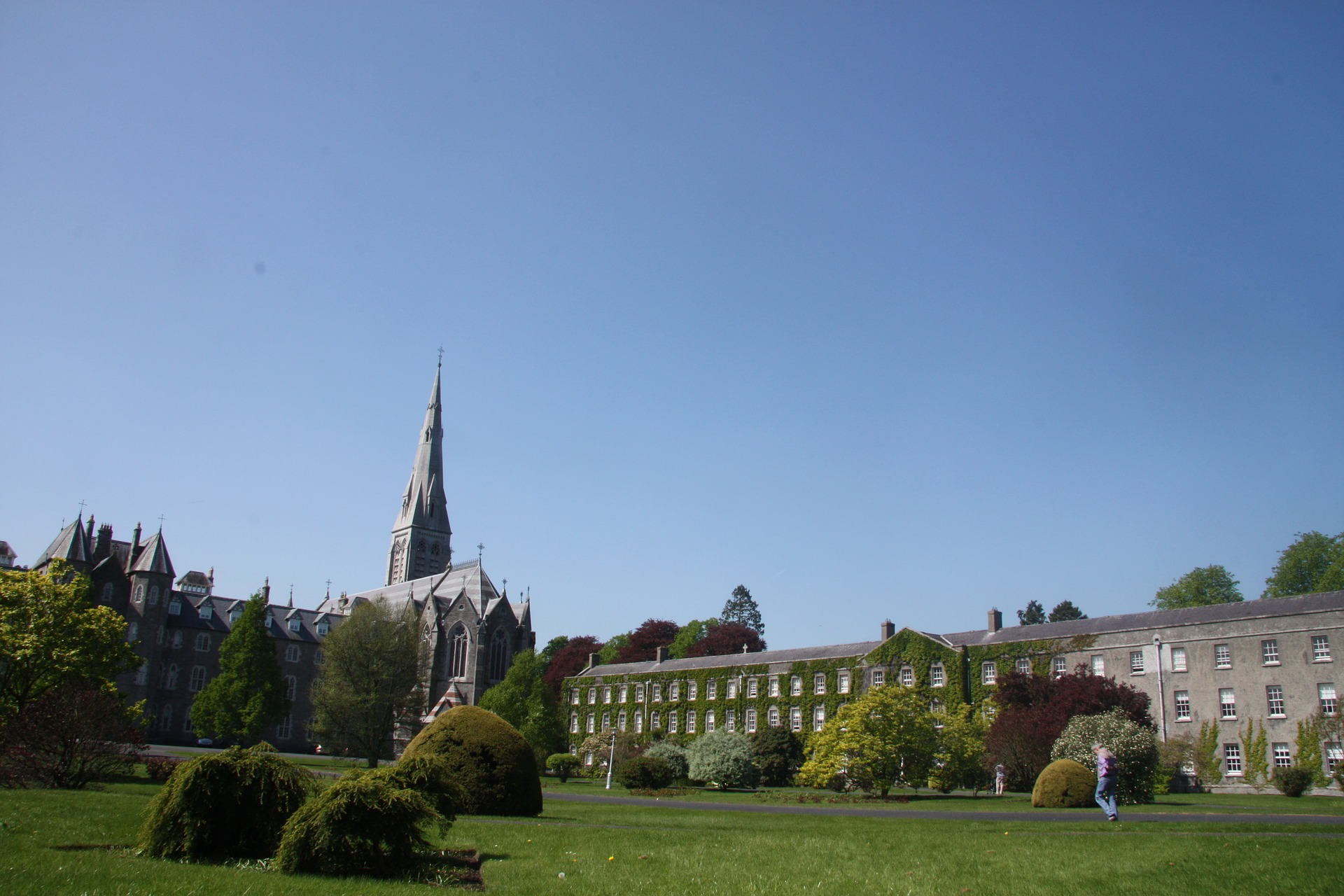
礼拝堂

クリスマス・キャロルの礼拝は、毎年大学の礼拝堂で行われている。この礼拝は、大学関係者のみならず一般客が参加できる。需要が高いため、チケットは抽選で割り当てられている。

### ハミルトン・ウォーク
1990年、セント・パトリック・カレッジの数学科は、オファレル教授の発案で、数学者のウィリアム・ローワン・ハミルトンを記念して、ダンシンク天文台からブルームブリッジまでのウォーキングを開始した。当初はクオータニオン・ウォークと呼ばれていたが、現在はハミルトン・ウォークと呼ばれ、毎年10月に開催されている。

### メイヌース同窓会
メイヌース同窓会は、メイヌース大学とセント・パトリクス・カレッジの卒業生が参加するものである。同窓会では、同窓会舞踏会やネットワーキングイベントなどを開催し、同窓会誌「The Bridge」を発行している。

## 対外関係

### 他大学との協定（海外）
2020年6月現在、200校以上の大学と学術交流協定を締結している。そのうち、2校は日本にある。
 日本
- 国際教養大学[41]
- 日本大学[42]

## 卒業生
- ジョン・ヒューム - 1998年度のノーベル平和賞の受賞者
- フランク・マクギネス - 作家[43]

## 公式サイト
- メイヌース大学（英語）
- アイルランド国立大学（英語）
- ウィキメディア・コモンズには、メイヌース大学に関するカテゴリがあります。